# 長峰胤行
長峰田所三郎胤行（ながみね たどころさぶろう たねゆき、生没年不詳）は、平安時代末期の武士。坂尾五郎治に仕え、現在の千葉市若葉区大宮町の一部を開拓した人物である。

## 生涯
大宮の地はかつて千葉荘池田郷に属していたが、大治5年（1130年）に坂尾五郎治が千葉常重よりこの地を賜り、領内の坂尾・長峰・坊谷津を家来に開墾させた。長峰胤行は、五郎治の孫娘である和恵を娶り、このうちの長峰村を開いたとされている。最初、妙見堂の西隅の土地を開墾させ、この地の地名を青柳と名付けた。長峰、青柳とも現在千葉中央バスの千城局線に停留所名として残っている。
治承4年（1180年）、石橋山の戦いに破れた源頼朝の援助要精に応じて、千葉常胤・胤正親子が頼朝のもとに参上している間、長峰胤行は加曽利城主である千葉成胤とともに千葉城に立てこもったと伝わる。長峰と加曽利は、都川を挟んで対岸に位置する地理関係である。
長峰には城ノ腰城という城跡があるが、これと胤行との関係は不明である。
その後、一族は長峰村に帰農したと伝えられるが、千葉氏との具体的な関係については伝えるところがない。